# 37 Comae Berenices
37 Comae Berenices, som är stjärnans Flamsteed-beteckning, eller LU Comae Berenices, är en eruptiv variabel av RS Canum Venaticorum-typ (RS:) i stjärnbilden Berenikes hår. Den har en högsta skenbar magnitud på ca 4,88 och är synlig för blotta ögat där ljusföroreningar ej förekommer. Baserat på parallaxmätning inom Hipparcosuppdraget på ca 4,7 mas, beräknas den befinna sig på ett avstånd på ca 690 ljusår (ca 210 parsek) från solen.  Stjärnan rör sig närmare solen med en heliocentrisk radiell hastighet av ca -14 km/s. Den ligger på gränsen mellan stjärnbilderna Berenikes hår och Jakthundarna och fick byta tillhörighet vid översynen av gränser mellan stjärnbilderna år 1930. Den benämndes före översynen 13 Canum Venaticorum,

## Egenskaper
Tokovinin (2008) katalogiserade 37 Comae Berenices som en vid trippelstjärna. Primärstjärnan 37 Comae Berenices A är en gul jättestjärna av spektralklass G9 III CH-2 CN-1, som för närvarande befinner sig i Hertzsprunggapet och har ett innehåll av kol som är endast omkring en femtedel av vad som är typiskt för liknande stjärnor. Den har en massa som är drygt 5 gånger solens massa, en radie som är ca 38 gånger större än solens och utsänder ca 590 gånger mera energi än solen från dess fotosfär vid en effektiv temperatur på ca 4 600 K.
37 Comae Berenices har visuell magnitud +4,9 och varierar i amplitud med 0,15 magnituder utan någon fastställd periodicitet, samt visar magnetisk aktivitet.